# Brian Willson
S. Brian Willson (* 4. Juli 1941) ist ein US-amerikanischer Vietnam-Veteran, Friedensaktivist und ausgebildeter Rechtsanwalt.
Willson diente von 1966 bis 1970 in der United States Air Force, darunter mehrere Monate als Kampfsicherheitsoffizier in Vietnam. Er verließ die Air Force im Rang eines Captain. Anschließend wurde er Mitglied von Vietnam Veterans Against the War und Veterans For Peace (Humboldt Bay Chapter 56, Kalifornien, später Portland, Oregon Chapter 72, und UK Chapter in England). Nach Abschluss seines Jurastudiums an der American University in Washington, D.C. wurde er Mitglied der Anwaltskammer des District of Columbia. Willson hatte eine Vielzahl von Berufen inne, unter anderem als Strafrechtsberater, Anwalt für Gefangenenrechte, Milchbauer, parlamentarischer Mitarbeiter, städtischer Steuerschätzer und Bauinspektor, Veteranenanwalt und Kleinunternehmer.
Als ausgebildeter Anwalt und Autor hat er die US-Politik in fast zwei Dutzend Ländern dokumentiert. Seit 1986 hat Willson die Politik vor Ort in einer Reihe von Ländern untersucht, darunter Nicaragua, El Salvador, Honduras, Panama, Brasilien, Argentinien, Mexiko, Kolumbien, Ecuador, Kuba, Haiti, Irak, Israel (und die Palästinensischen Autonomiegebiete), Japan, sowie Nord- und Südkorea. Willson dokumentiert das Muster von politischen Aktionen, die seiner Meinung nach „gegen die US-Verfassung und Völkerrecht verstoßen, die Aggression und Kriegsverbrechen verbieten“. Er ist Pädagoge und Aktivist und lehrt über die Gefahren dieser Politik. Er hat an langen Fastenaktionen, Aktionen gewaltlosen zivilen Ungehorsams und Steuerverweigerungen teilgenommen, ebenso wie an freiwilliger Armut.

## Senatsassistent
Er war Berater (Senate aide, prisoner rights aide) des Senators von Massachusetts, Jack Backman, in Fragen von Gefangenenrechten, war Mitglied der Task Forces des Gouverneurs von Massachusetts, Michael Dukakis, für obdachlose Veteranen und Agent Orange und arbeitete mit dem Vizegouverneur von Massachusetts, John Kerry, an Agent Orange und anderen Veteranenthemen. Später engagierte er sich 1984 ehrenamtlich in Kerrys erstem Wahlkampf für den Senat in den USA. Nach Kerrys Sieg wurde Willson in dessen Veteranenbeirat (veterans advisory committee) berufen.

## Protestaktion in Concord und Verletzungen
Am 1. September 1987 blockierten Willson und andere Mitglieder eines Veterans Peace Action Teams während eines Protests gegen die Lieferung amerikanischer Waffen nach Mittelamerika im Rahmen der Contra-Kriege, Bahngleise an der Concord Naval Weapons Station, Kalifornien. Ein herannahender Zug hielt nicht an und stieß mit den Veteranen zusammen. Willson wurde getroffen und verlor beide Beine unterhalb des Knies und erlitt eine schwere Schädelfraktur mit dem Verlust seines rechten Frontallappen. Später erfuhr er, dass er vom FBI aufgrund der Bestimmungen der Anti-Terror-Task Force von Präsident Reagan seit über einem Jahr als Inlandsterrorismus-Verdächtiger (domestic terrorist suspect) geführt wurde und dass dem Zugpersonal an diesem Tag geraten worden war, den Zug nicht anzuhalten. Drei Tage nachdem Willson seine Beine verloren hatte, versammelten sich 10.000 Demonstranten zu einer gewaltlosen Versammlung in Solidarität mit Willson und gegen Waffenverschiffungen nach Mittelamerika. Jesse Jackson, Rosario Murillo, die Frau des nicaraguanischen Präsidenten Daniel Ortega und Willsons Frau und Stiefsohn hielten Reden.
Nach dem Vorfall unterhielten Antikriegs-Demonstranten eine 24-Stunden Mahnwache am Waffendepot, wo jährlich zwischen 60.000 und 120.000 t Munition zu den US-Streitkräfte und an Verbündete verschifft werden.
Willson reichte Klage ein und behauptete, die Marine und einzelne Vorgesetzte seien rechtzeitig vor ihrer geplanten Gleissperrung gewarnt worden und das Zugpersonal habe rechtzeitig anhalten können – was der nachfolgende offizielle Bericht der Marine bestätigte. Das Zugpersonal reichte Klage gegen Willson ein und forderte Schadensersatz für die „Demütigung, seelische Qual und körperliche Belastung“ („humiliation, mental anguish, and physical stress“), die sie infolge des Vorfalls erlitten hatten. Die Klage wurde abgewiesen. US-Bezirksrichter Robert Peckham sagte, Willson habe nicht geplant, den Bahnarbeitern zu schaden, da er davon ausgegangen sei, dass der Zug anhalten würde, bevor er ihn erfasste.
Willson einigte sich 1990 in seinem Rechtsstreit mit der Regierung und dem Zugpersonal auf einen Vergleich in Höhe von 920.000 US-Dollar. Er läuft seither mit Prothesen und bewegt sich auf kurzen Strecken mit einem Handbike.
Die Folk-Punk-Gruppe Boiled in Lead aus Minneapolis widmete Willson ihre Version der traditionellen irischen Antikriegsballade My Son John (Mrs. McGrath) aus ihrem 1989 erschienenen Album From the Ladle to the Grave.

## Organisationen
Willson war Mitbegründer des Veterans Education Project (VEP) in Massachusetts, des Vietnam Veterans Peace Education Network (VVPEN) in Neuengland, der National Federation of Veterans For Peace (NFVFP) 1986 in Washington, D.C., des Veterans Fast for Life (VFFL) 1986 auf den Stufen des Kapitols, der Veterans Peace Action Teams (VPAT) 1987, die Beobachtungs- und Arbeitsteams ausbildeten und nach Nicaragua und El Salvador schickten, ein Projekt, das drei Jahre dauerte, der Nürnberger Aktionen 1987 in Concord, Kalifornien, des Institute For the Practice of Nonviolence 1988 in San Francisco und des People’s Fast for Justice and Peace in the Americas, einer weiteren Fastenaktion auf den Stufen des Kapitols 1992. Willson war ein frühes Mitglied der Veterans for Peace.

## Schriften und Film
Während seiner Tätigkeit für den Senator von Massachusetts Jack Backman untersuchte er über ein Jahr lang Brutalität im Walpole State Prison und verfasste einen offiziellen Bericht mit dem Titel An Exercise In Torture („Eine Übung in Folter“).
1988 wurde von Idanha Films der Dokumentarfilm The Healing of Brian Willson („Die Heilung von Brian Wilson“) produziert.
Im Jahr 2016 wurde der Dokumentarfilm Paying the Price For Peace: The Story of S. Brian Willson (and other activists) von Filmemacher Bo Boudart produziert und inszeniert.
Seine kurze Autobiografie On Third World Legs („Auf Dritte-Welt-Beinen“) wurde 1992 von Charles Kerr veröffentlicht.
Seine psychohistorischen Memoiren Blood on the Tracks: The Life and Times of S. Brian Willson („Blut in der Fährte: Das Leben und die Zeiten von S. Brian Willson“) wurden 2011 von PM Press veröffentlicht.
Sein drittes großes Buch, Don’t Thank Me For My Service: My Vietnam Awakening to the Long History of US Lies („Dankt mir nicht für meinen Einsatz: Mein Vietnam-Erwachen in der langen Geschichte von US-Lügen“), wurde 2018 von Clarity Press veröffentlicht.

## Ehrungen
Willson erhielt für sein Engagement für Frieden und Gerechtigkeit zahlreiche Auszeichnungen. Am 26. September 1992 wurde ihm in der Kennedy Library and Museum der Peace Abbey Courage of Conscience Award verliehen.

## Werke
- On Third World Legs. Charles H. Kerr 1992 oclc=26788556
- The Slippery Slope: U.S. Military Moves Into Mexico. S.B. Willson 1998 oclc=77553747
- Blood on the Tracks: The Life and Times of S. Brian Willson. PM Press 2011. Archivlink ISBN 978-1-60486-592-9 oclc=747410575
- Don’t Thank Me For My Service: My Vietnam Awakening to the Long History of U.S. Lies. SCB Distributors 15. November 2018. google books ISBN 978-0-9998747-4-5